# Athenæum (Rome antique)
Pour les articles homonymes, voir Athénée.
L'Athenæum est une école (ludus) fondée par Hadrien entre 133 et 135 pour promouvoir les études littéraires et scientifiques dans la Rome antique. Il la baptise ainsi en référence à la ville d'Athènes qui est considérée à l'époque comme un des plus importants centres culturels.

## Localisation
La localisation de l'Athenæum est longtemps restée incertaine. L'école était supposée être située dans une zone s'étendant de la Curie sur le Forum Romain au temple d'Auguste dans le Vélabre, voire sur le Capitole. D'ailleurs, il se peut que l'Athenæum et la bibliothèque du Capitole ne fassent qu'un. Cette dernière hypothèse paraît renforcée après la découverte en 2009 lors de travaux sur la ligne C du métro romain de vestiges qui ont été identifiés à l'Athenæum d'Hadrien, sous l'actuelle Piazza Venezia, à proximité immédiate de la colline du Capitole.

## Fonction
L'Athenæum est une sorte d'université, un établissement d'enseignement supérieur, utilisé pour les conférences et la formation à la rhétorique et fondé par Hadrien sur le modèle grec. Aurelius Victor l'appelle ludus ingenuarum artium, c'est-à-dire « école des sciences et des arts ». Il est construit sous forme de théâtre ou d'amphithéâtre, surement composé d'une bibliothèque et d'un auditorium. Une trentaine de professeurs, nommés par le préfet de la Ville, assurent des cours de rhétorique, de grec ancien, de grammaire, de philosophie, de droit et de lettres. Ils donnent des conférences auxquelles assistent parfois les empereurs. Ces professeurs jouissent de nombreux privilèges et sont rémunérés à la fois en espèce et en nature. Des jeunes hommes de toutes les provinces de l'Empire s'y rendent après avoir achevé leurs premières années d'études dans leurs provinces. Les élèves les plus pauvres se voient octroyer une bourse.

## Histoire
Au IVe siècle, avec son auditorium et sa bibliothèque, il devient la première université de la Rome antique. La bibliothèque est mentionnée dans une constitution de Valentinien Ier, Valens et Gratien, adressée au préfet de la Ville Clearchus et datée du 8 mai 372. Durant le Ve siècle l'université est encore très active et, d'après une constitution de Théodose II et Valentinien III datée du 27 février 425, elle comprend treize professeurs pour le latin (trois rhéteurs et dix grammairiens), quinze professeurs pour le grec (cinq sophistes et dix grammairiens), un philosophe et deux juristes. Il faut y ajouter les professeurs des autres branches enseignées. Sidoine Apollinaire ne tarit pas d'éloges à propos de l'Athenæum qui semble encore réputé au début du VIe siècle.

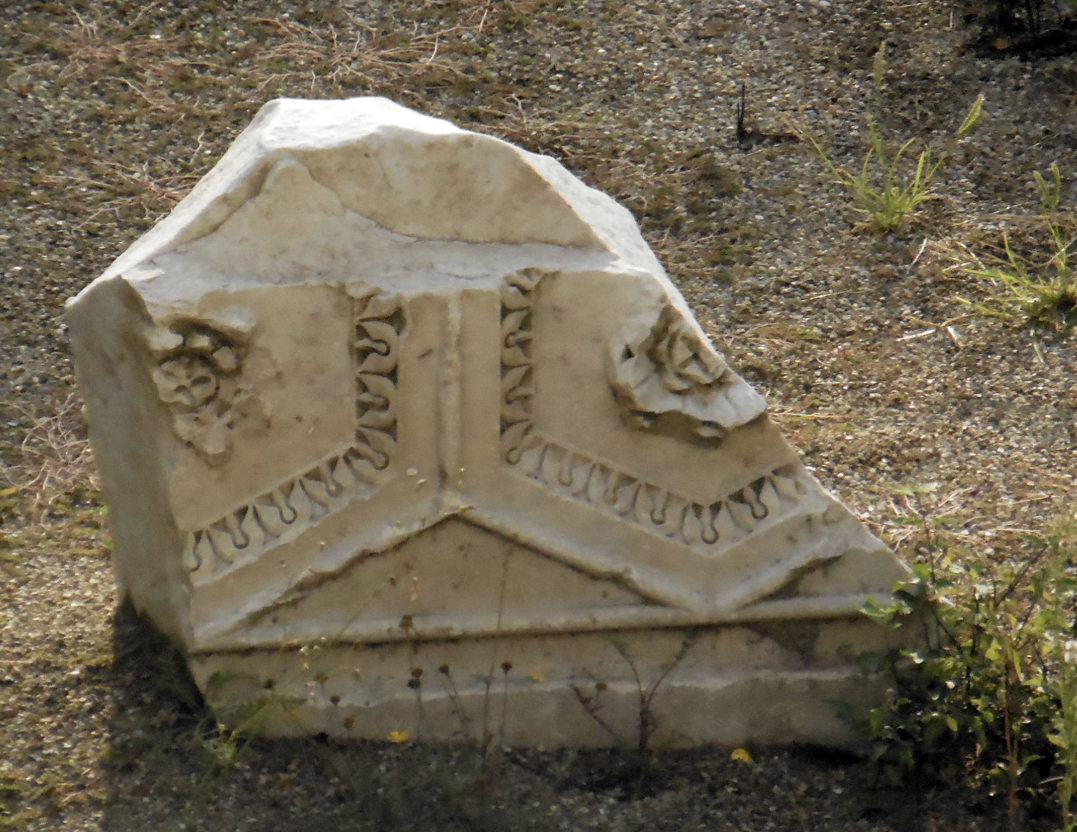
Morceau d'une corniche de marbre avec motifs hexagonaux.
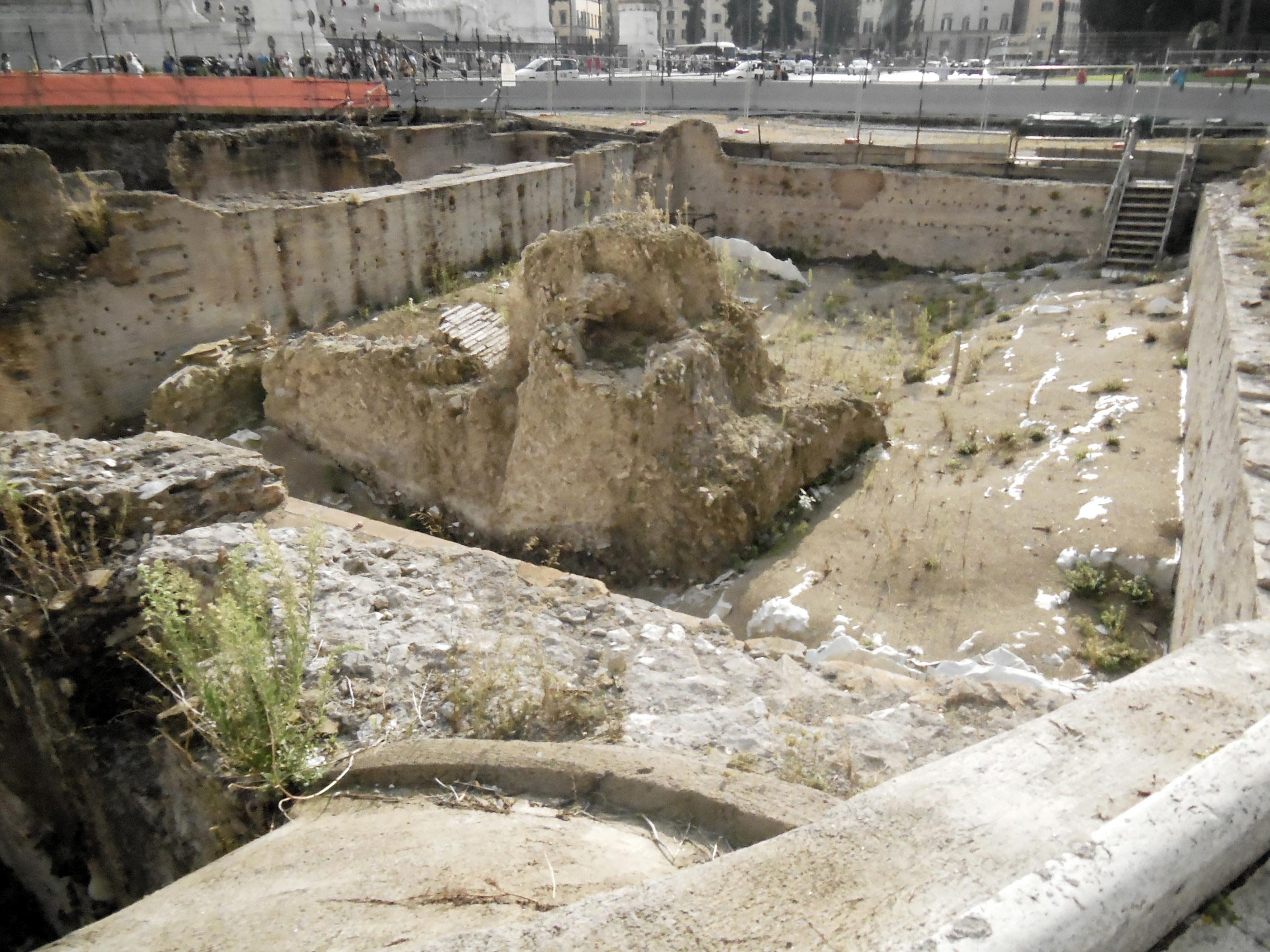
Grande salle centrale.

### Ouvrages généraux
- (en) William Smith (dir.), Dictionary of Greek and Roman Antiquities, 1870
- (en) Samuel Ball Platner et Thomas Ashby, A topographical dictionary of Ancient Rome, Londres, Oxford University Press, 1929, 608 p.
- Léon Homo, Rome impériale et l'urbanisme dans l'Antiquité, Albin Michel, coll. « L'évolution de l'humanité », 1971, 665 p.

### Ouvrages sur le monument
- (es) A. Lopez Garcia, « El Athenaeum de Adriano : el centro de la cultura griega en Roma », dans Proceedings of the International Congress of Classical Archaeology, Mérida, 2014, p. 47-50